# ウィリアム・コクラン (第7代ダンドナルド伯爵)
第7代ダンドナルド伯爵ウィリアム・コクラン（英語: William Cochrane, 7th Earl of Dundonald、1729年 – 1758年7月9日）は、スコットランド貴族。コクラン卿の儀礼称号を使用した。

## 生涯
第6代ダンドナルド伯爵トマス・コクランとキャサリン・ハミルトン（Catherine Hamilton、1779年4月13日没、バジル・ハミルトンの娘）の長男として生まれた。1737年5月29日に父が死去すると、ダンドナルド伯爵の爵位を継承した。
1745年にイギリス陸軍の士官になったが、1750年にはネーデルラント連邦共和国軍に従軍した。その後、1757年までにイギリスの第17歩兵連隊に入隊した。
1758年7月9日、ルイブール包囲戦で戦死した。生涯未婚だったため、爵位は親族のトマス・コクランが継承した（トマス・コクランは第7代伯爵の曾祖父ウィリアムの弟ジョンの長男ウィリアムの七男）。